# Baltimore Comets 1974
Questa pagina raccoglie i dati riguardanti i Baltimore Comets nelle competizioni ufficiali della stagione 1974.

## Stagione
La nuova franchigia dei Comets riportò la NASL dopo l'esperienza dei Baltimore Bays. La squadra venne affidata a Doug Millward, già alla guida dei Bays. La squadra era formata da giocatori inglesi, caraibici e statunitensi, di cui molti provenienti dai Bays dell'American Soccer League. I Comets ottennero il secondo posto nella Eastern Division, venendo eliminati al primo turno dei play-off dai Boston Minutemen.
L'inglese Peter Silvester vinse il premio di miglior giocatore del torneo.

## Organigramma societario
Area direttiva
Area tecnica
- Allenatore: Doug Millward

## Rosa
| N. |                              | Ruolo | Calciatore       |
| -- | ---------------------------- | ----- | ---------------- |
| 1  | Trinidad e Tobago (bandiera) | P     | Lincoln Phillips |
| 2  | Giamaica (bandiera)          | D     | Winston Earle    |
| 3  | Inghilterra (bandiera)       | D     | Geoff Butler     |
| 4  | Trinidad e Tobago (bandiera) | C     | Victor Gamaldo   |
| 5  | Inghilterra (bandiera)       | D     | Ken Hill         |
| 6  | Bermuda (bandiera)           | D     | Stan Smith       |
| 7  | Jugoslavia (bandiera)        | C     | Zlatko Tripković |
| 8  | Trinidad e Tobago (bandiera) | C     | Alvin Henderson  |
| 9  | Inghilterra (bandiera)       | A     | Frank Large      |

| N. |                              | Ruolo | Calciatore      |
| -- | ---------------------------- | ----- | --------------- |
| 10 | Inghilterra (bandiera)       | A     | Peter Silvester |
| 11 | Trinidad e Tobago (bandiera) | A     | Keith Aqui      |
| 12 | Stati Uniti (bandiera)       | C     | Paul Scurti     |
| 13 | Stati Uniti (bandiera)       | C     | Dennis Wit      |
| 14 | Stati Uniti (bandiera)       | A     | Hank Kazmierski |
| 15 | Stati Uniti (bandiera)       | D     | John Gribbin    |
| 16 | Stati Uniti (bandiera)       | P     | Alan Mayer      |
| 17 | Stati Uniti (bandiera)       | D     | William Loehr   |
| 18 | Inghilterra (bandiera)       | C     | Terry Anderson  |